# Porgy and Bess (opera)

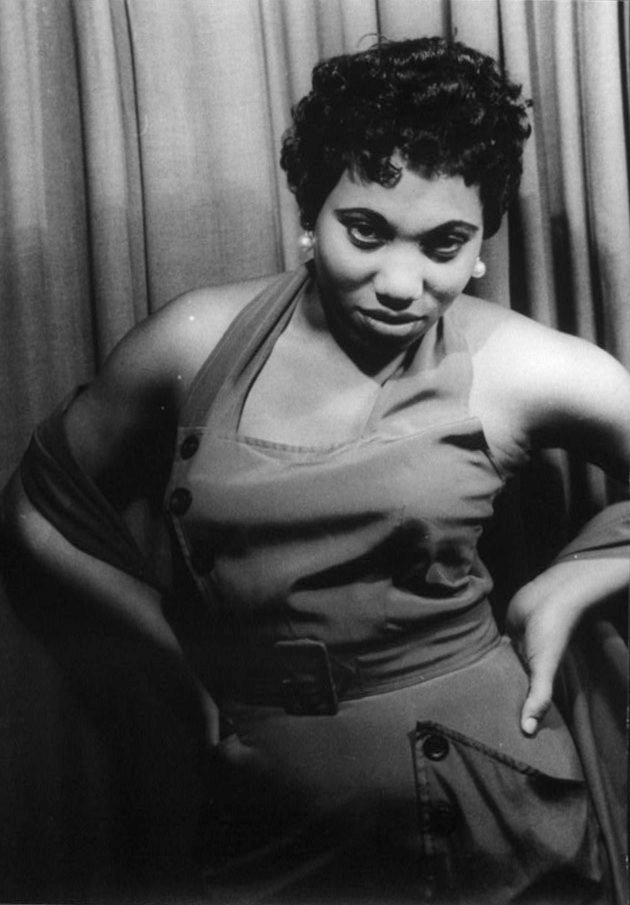
Leontyne Price jako Bess, 19 maja 1953 (autor:Carl Van Vechten)

Porgy and Bess (w polskiej wersji Porgy i Bess) – opera w trzech aktach z muzyką George’a Gershwina, do której libretto napisali Edwin DuBose Heyward, jego żona Dorothy Heyward i Ira Gershwin. DuBose Heyward jest także autorem jej literackiego pierwowzoru, powieści Porgy. Premiera opery miała miejsce w Alvin Theatre w Nowym Jorku 10 października 1935 roku.

## Osoby[1].
| Rola                      | Typ głosu    |
| ------------------------- | ------------ |
| Porgy                     | bas-baryton  |
| Bess                      | sopran       |
| Crown                     | baryton      |
| Sportin’ Life             | tenor        |
| Robbins                   | tenor        |
| Serena                    | sopran       |
| Jake                      | baryton      |
| Clara                     | sopran       |
| Maria                     | kontralt     |
| Mingo                     | tenor        |
| Peter                     | tenor        |
| Lily                      | sopran       |
| Frazier                   | baryton      |
| Annie                     | mezzosopran  |
| Handlarka truskawek       | mezzosopran  |
| Jim                       | baryton      |
| Przedsiębiorca pogrzebowy | baryton      |
| Nelson                    | tenor        |
| Mr. Archdale              | rola mówiona |
| Detektyw                  | rola mówiona |
| Policjanci                | role mówione |

## Streszczenie
W operze przedstawione są losy czarnoskórych mieszkańców osiedla Catfish Row w mieście Charleston w stanie Karolina Południowa. W ciągu tygodnia trudnią się rybołówstwem, pszczelarstwem, a w soboty grają w kości, piją i handlują narkotykami. Głównym wątkiem opery są losy pięknej Bess, dziewczyny lokalnego twardziela Crowna. Crown przegrywa w kości i w gniewie zabija zwycięzcę gry – Robbinsa. Ucieka przed policją, a jego dziewczyna Bess oddaje się pod opiekę zakochanego w niej Porgy’ego, inwalidy i biedaka. O względy Bess zabiega także bezskutecznie handlarz narkotyków Sportin’ Life. Bess mieszka teraz razem z Porgym, ale wybiera się na wyspę na zabawę, gdzie ukrywa się Crown, który ją ponownie uwodzi. Gdy Crown po sztormie morskim wraca do osiedla, Porgy zabija go przez uduszenie. Zostaje aresztowany i idzie do więzienia. Pod nieobecność Porgy’ego Sportin’ Life uzależnia Bess od narkotyków i zabiera ją z sobą do Nowego Jorku. Porgy po powrocie z więzienia wyrusza na wózku inwalidzkim 1000 mil do Nowego Jorku w poszukiwaniu Bess.

## Historia
Gershwin z powieścią Porgy zetknął się stosunkowo wcześnie, bo już w roku 1926 uznając ją za dobry materiał na operowe libretto. Spotkał się też możliwie szybko z autorem tego ówczesnego bestselleru, a DuBose Heyward nie miał nic przeciwko muzycznej adaptacji. Prace nad librettem ruszyły jednak od roku 1932, w co zaangażowany był również brat kompozytora Ira Gershwin, bowiem autor oryginału był mieszkańcem Charleston, a George Gershwin miał podpisane kontrakty w Nowym Jorku, dlatego nie mógł się zbyt często osobiście wybierać do Karoliny. Przebywał tam jednak w roku 1933 w kwietniu i we wrześniu 1934 odwiedzając m.in. kościoły i kluby nocne (autor odwiedził również zamieszkałą przez ubogich Murzynów wyspę James, gdzie przysłuchiwał się negro spirituals). Co prawda, już wówczas kompozytor nie mógł liczyć na wystawienie swojego dzieła w Metropolitan Opera, miał jednak kontrakt z Theatre Guild gwarantujący wystawienie Porgy and Bess na Broadwayu. Prace nad operą trwały 20 miesięcy. Pierwszy prywatny koncert odbył się w Carnegie Hall, wtedy w związku z prowizoryczną produkcją w bostońskim Colonial Theatre, która miała miejsce 30 września 1935 została skompletowana satysfakcjonująca Gershwina obsada. To prowizoryczne rozwiązanie okazało się na tyle trwałe, że dotrwało już do właściwej nowojorskiej premiery, gdzie kompozytor wprowadził jeszcze poprawki i skróty. Jako Porgy wystąpił Todd Duncan, operowy baryton, który nigdy dotąd nie śpiewał w musicalu, a rolę Bess zaśpiewała Anne Brown, studentka Juilliard School. Opera była wystawiana na Broadwayu początkowo 124 razy, jednak jej prawdziwy triumf nastąpił w roku 1941, kiedy już po śmierci Gershwina dokonano zmian w przedstawieniu.
Głównym problemem związanym z wystawianiem Porgy and Bess jest dobór szerokiej murzyńskiej obsady, co ma znaczenie zwłaszcza w teatrach europejskich czy azjatyckich. Opera spotyka się czasem z atakami związanymi z polityczną poprawnością, czy też niepoprawnością, gdzie artyści bywają wzywani do jej bojkotu.
Pierwsze kompletne nagrania dzieła zostało wydane przez firmę fonograficzną Decca Records w roku 1975, w roku 1988 Porgy and Bess z festiwalu operowego w Glyndebourne nagrywał sir Simon Rattle (wytwórnia EMI).

## Odbiór
Porgy and Bess to jedyna, poza jednoaktówką Blue Monday, opera skomponowana przez Gershwina, toteż wobec dzieła było kierowanych sporo zarzutów i rzeczywiście widać w niej pewne braki kompozytora. Dysponował on jednak wrodzoną intuicją muzyczną oraz wyczuciem teatru. Ponadto libretto utworu pozwala na świetne zobrazowanie bohaterów, co twórcy udało się osiągnąć. Zupełnie inaczej śpiewają Porgy, Sportin’ Life i Crown, tak samo doskonale zobrazowane są sylwetki kobiece, gdzie naiwną i zmysłową Bess łatwo odróżnić od poważniejszej Sereny, czy rubasznej Marii. Wykorzystane są też niemal wszystkie dostępne techniki i style. Pozorny synkretyzm dzieła skrywa jednak głębię dramaturgii i teatralnego mistrzostwa amerykańskiego twórcy. Aczkolwiek sława niektórych fragmentów, zwłaszcza Summertime przyczyniła się do opinii na temat opery, według której utwór ma jakoby być luźną składanką szlagierów, to opinie takie nie mają potwierdzenia w rzetelnych źródłach. Czarnoskóra publiczność zarzuca czasami operze stereotypowe przedstawienie postaci i nieprzekonujące naśladownictwo form muzycznych tej grupy.